# ماریو کولونا
ماریو کولونا (انگلیسی: Mário Coluna; زاده ۶ اوت ۱۹۳۵ – درگذشته ۲۵ فوریهٔ ۲۰۱۴) یک بازیکن فوتبال اهل پرتغال بود.
از باشگاه‌هایی که در آن بازی کرده‌است می‌توان به بنفیکا و لیون اشاره کرد.
وی همچنین در تیم ملی فوتبال پرتغال بازی کرده است.